# Molophilus sagax
Molophilus sagax är en tvåvingeart som beskrevs av Alexander 1938. Molophilus sagax ingår i släktet Molophilus och familjen småharkrankar. Inga underarter finns listade i Catalogue of Life.